# Parang (Sulu)
Parang ist eine philippinische Stadtgemeinde in der Provinz Sulu. Sie hat 62.172 Einwohner (Zensus 1. August 2015).

## Baranggays
Parang ist politisch in 41 Baranggays unterteilt.
| - Alu Layag-Layag - Alu Pangkoh - Bagsak - Bawisan - Biid - Bukid - Buli Bawang - Buton - Buton Mahablo - Danapa - Duyan Kabao - Gimba Lagasan - Kaha - Kahoy Sinah | - Kanaway - Kutah Maas - Kutah Sairap - Lagasan Higad - Lanao Dakula - Laum Buwahan - Laum Suwah - Liang - Linuho - Lipunos - Lower Sampunay - Lumbaan Mahaba - Lungan Gitong - Lupa Abu | - Nonokan - Paugan - Payuhan - Piyahan - Poblacion (Parang) - Saldang - Sampunay - Silangkan - Taingting - Tikong - Tukay - Tumangas - Wanni Piyanjihan |